# Andrés Pérez Franco
Andrés Pérez Franco (15?? - 16??) fue un militar y administrador español, gobernador y capitán general interino de Yucatán en 1636, nombrado por el virrey de la Nueva España, el marqués de Cadreita Lope Díez de Aux y Armendáriz durante el reinado de Felipe IV de España.

## Datos biográficos e históricos
Andrés Pérez fue administrador real en la Nueva España. Durante el virreinato de Lope Díez de Aux y Armendáriz fue nombrado gobernador interino de Yucatán sustituyendo a Fernando Centeno Maldonado, esperando el nombramiento del nuevo gobernador de la provincia por parte del rey. Este nombramiento recayó en la persona de Diego Zapata de Cárdenas.
Fernando Centeno había vuelto a tomar posesión de la gubernatura de Yucatán el 23 de junio de 1635 nombrado por el virrey Rodrigo Pacheco y Osorio, marqués de Cerralbo. Pero en este su segundo periodo como gobernador tuvo una serie de problemas graves que le pusieron a mal con los residentes de Yucatán que se quejaron tanto en la Ciudad de México como en Madrid. Por otro lado, en septiembre de 1635, tomó posesión un nuevo virrey de Nueva España que ya no apoyó a Centeno y decidió sustituirlo de inmediato. El nuevo virrey Lope Díez, marqués de Cadreita, designó a Andrés Pérez Franco en enero de 1636, quien se presentó en la Capitanía General de Yucatán para hacerse cargo del gobierno el 14 de marzo del mismo año.
El general Pérez Franco fue hombre de rectitud en la administración de la justicia y de gran celo en el cumplimiento de su deber que se granjeó el respeto y reconocimiento de sus gobernados en el corto lapso que duró su administración, a pesar de que inició su gestión con la aplicación de una cédula real que estableció un impuesto especial de cincuenta centavos anuales sobre el trabajo de los indígenas mayas, contribución que era muy gravosa y que aumentaba las cargas que debía soportar esa clase social. Como resultado de esto, en cada ciudad y villa de la provincia se reunieron población y autoridades locales para solicitar al gobernador la abrogación de este impuesto. Convencido de que fue el gobernador Pérez Franco de la justicia de esta solicitud, se elevó al rey la petición de que se eliminara la contribución, lo que finalmente tuvo éxito dos años después de que la cédula real estuviera vigente y cuando el gobernador ya no lo era. El rey revocó definitivamente el impuesto en 1638.
En abril de 1636, Andrés Pérez tuvo oportunidad de demostrar sus dotes militares ya que Mérida recibió el aviso de que el corsario Diego el Mulato acosaba con siete naves el puerto de Sisal al norte de la capital yucateca. Reunió una fuerza importante de milicianos y se trasladó a la costa para hacer frente a los enemigos, quienes al percatarse de que la plaza estaba defendida siguieron su ruta, internándose en el Golfo de México. En eso estaba el general y gobernador cuando fue informado de que su sucesor, Diego Zapata de Cárdenas, que había sido nombrado gobernador y capitán general de Yucatán por Felipe IV en diciembre de 1635, estaba a punto de desembarcar en el puerto de Dzilam. Esa noticia hizo que se movilizara hacia el oriente de la península para recibir al nuevo gobernador y escoltarlo hasta Mérida, en donde este último tomó posesión el 17 de mayo de 1636.